# 정운성
정운성(鄭雲成, 일본식 이름: 小松雲成고마쓰 운세이, 1888년 3월 6일 ~ 1966년 2월 28일)은 일제강점기의 관료로, 본적은 충청남도 천안시 동면이다.

## 생애
1910년 8월 충청남도 속(屬)으로 재직했으며 같은 해 10월 충청남도 온양군 속(屬)으로 임명되었다. 1911년 11월부터 충청남도 면천군, 당진군, 연기군, 예산군 서기로 근무했고 1923년 4월부터 충청남도 당진군, 아산군 재무주임을 역임했다.
1928년 12월 27일 충청남도 서산군수로 임명된 뒤부터 예산군수(1931년 12월 28일 임명)와 대덕군수(1935년 10월 1일 ~ 1943년 1월 23일)를 차례로 역임했으며 1933년 12월 13일 일본 정부로부터 훈6등 서보장, 1939년 6월 17일 훈5등 서보장을 받았다.
충청남도 대덕군수 재직 시절 군용물자 조달 및 공출, 군인 및 유가족 위문, 국방사상 보급 및 선전, 국방헌금 및 애국기 헌납자금 모집, 비행장 설치 원조 업무를 수행했으며 1940년 4월 29일 중일 전쟁에 협력한 공로를 인정받아 일본 정부로부터 훈5등 쌍광욱일장을 받았다. 1935년 10월 1일 조선총독부로부터 시정 25주년 기념표창을 받았고 1943년 1월 22일 고등관 3등, 1943년 2월 22일 정5위에 각각 서위되었다.
민족문제연구소의 친일인명사전 수록자 명단의 관료 부문, 친일반민족행위진상규명위원회가 발표한 친일반민족행위 705인 명단에 포함되었다.

## 참고 자료
- 친일반민족행위진상규명위원회 (2009). 〈정운성〉. 《친일반민족행위진상규명 보고서 Ⅳ-16》. 서울. 249~255쪽.